# Abandonnée (film, 2006)
Cet article concerne le film sorti en 2006. Pour celui de 1908, voir Abandonnée (film, 1908).
Pour plus de détails, voir Fiche technique et Distribution.
Abandonnée (The Abandoned), est un film thriller-horreur-dramatique anglo-espagnol réalisé par Nacho Cerdà, sorti en 2006 au cinéma.

## Synopsis
En 1966, un camion roule sur une route forestière avec à son bord une femme gravement blessée et deux bébés en pleurs. Arrivé jusqu'à la ferme d'un patriarche russe, la femme succombe à ses blessures laissant les deux enfants orphelins. Des années plus tard, un avion en provenance des États-Unis atterrit en Russie. À son bord se trouve Marie, une productrice de cinéma américaine d'origine russe. Adoptée à sa naissance, Marie n'a jamais rien pu savoir de ses parents, si ce n'est son vrai nom "Mila". Mais quelques jours avant son 42e anniversaire, un notaire, Andrei Micharine, lui annonce subitement qu'il a retrouvé la trace de sa mère et l'invite à venir en Russie pour y recevoir son héritage. Il s'agit d'une grande ferme isolée, construite sur une petite île.
Alors que Marie essaye d'en savoir un peu plus sur sa famille, Micharine se montre peu bavard et finit par lui faire accepter son héritage. Persuadée qu'elle trouvera des réponses, Marie cherche à se rendre sur place, mais la ferme ayant une sinistre réputation, une seule personne accepte de l'y accompagner. Attendant le véhicule qui doit l'emmener, Marie s'arrête sans le savoir à la ferme près de laquelle le fameux camion s'était arrêté en 1966. Une vieille femme qui refusait jusqu'alors de lui parler lui adresse brutalement la parole, alors qu'un antique camion vient se garer près de la ferme. Ne comprenant pas ce que la vieille femme lui dit, Marie se présente à son accompagnateur, un homme bourru appelé Anatoli, et se met bientôt en route avec lui.
Le trajet dure la journée entière et ce n'est qu'au cours de la nuit que Marie, qui se réveille d'un drôle de rêve, arrive aux portes de la vieille ferme abandonnée. Son accompagnateur lui indique qu'il part en reconnaissance et s'en va en direction de la maison. Quelque temps plus tard, ne voyant pas Anatoli revenir, Marie s'en va vers la maison et pénètre à l'intérieur. Sa visite l'entraîne rapidement à l'étage où des bruits l'ont attirée, mais alors qu'elle est penchée sur une poupée, quelqu'un passe derrière elle, et s'en va d'un pas lent dans le couloir. Marie part à sa poursuite et tombe nez à nez avec un double d'elle même aux yeux blancs et vitreux.
Terrorisée par ce qu'elle vient de voir, Marie s'enfuit, tombe dans la rivière, et se réveille le lendemain près d'un feu qu'un inconnu a allumé. Celui-ci en train de fouiller son portefeuille se présente rapidement comme étant son frère jumeau, adopté comme elle à sa naissance. Sur place depuis quelques jours, l'homme qui s'appelle Nikolaï lui explique avoir vu et entendu des choses étranges dans la maison. Un peu surpris par ces révélations, Marie croit entendre le bruit du camion qui l'a amenée et s'élance aussitôt à sa poursuite. Ils tombent rapidement sur leurs doubles respectifs et Nikolaï qui tire une balle dans la jambe de son propre double constate qu'il est blessé de la même façon. Il en conclut alors qu'ils ne pourront pas tuer leurs doubles.
Séparée de son frère qui est tombé dans un trou du plancher, Marie réfléchit à un moyen de s'enfuir grâce aux cartes de son frère. Elle est témoin d’événements qui surgissent du passé et se voit même "attaquée" par son propre double. Alors qu'elle réussit à s'enfuir en traversant la rivière au moyen d'une barque, Marie marche droit devant elle un long moment avant de retomber sur la maison abandonnée. Réaménagée comme s'ils étaient attendus depuis toujours, elle retrouve Nikolaï qui lui explique être tombé au sous-sol et avoir vu lui aussi des éventements du passé. Les deux jumeaux n'étaient en effet pas censés survivre il y a 42 ans. Leur père Kolya Kaidanovsky avait entrepris d'assassiner leur mère et ses enfants avant qu'elle ne saisisse un fusil de chasse et parvienne à sauver ses enfants. À l'heure de leur 42e anniversaire, la même scène se répète sauf qu'ils ne pourront échapper à leur destin.
Des événements terribles commencent à se produire et Nikolaï succombe finalement, dévoré par les mêmes cochons qui auraient dû le tuer à l'époque. Marie elle tente le tout pour le tout et s'enfuit au volant du camion qui avait permis à sa mère de s'enfuir. Mais, le pont n'existant plus à son époque, la camion vient s'abîmer dans la rivière et Marie se noie.

## Fiche technique
- Titre : Abandonnée
- Titre original : The Abandoned
- Réalisation : Nacho Cerdà
- Scénario : Karim Hussain et Nacho Cerdà (créateur)
- Production : Kwesi Dickson, Carlos Fernández, Julio Fernández, Stephen Margolis, Antonia Nava et Gergana Stankova
- Sociétés de production : Castelao Producciones, Filmax International et Future Films
- Budget : 3 millions de dollars (2,20 millions d'euros)
- Musique : Alfons Conde
- Photographie : Xavi Giménez
- Montage : Jorge Macaya
- Décors : Baltasar Gallart
- Costumes : Sandra Klincheva
- Pays d'origine :  Espagne,  Royaume-Uni,  Bulgarie
- Format : Couleurs - 2,35:1 - Dolby Digital - 35 mm
- Genre : Thriller-horreur-dramatique
- Durée : 94 minutes
- Dates de sortie : 
  - Canada : 11 septembre 2006 (festival du film de Toronto)
  - Espagne : 27 avril 2007
  - France : 30 mai 2007
- Film interdit aux moins de 12 ans lors de sa sortie en France.

## Distribution
- Anastasia Hille : Marie Jones
- Karel Roden : Nikolaï
- Valentin Ganev : Andrei Micharine / Kolya Kaidanovsky
- Paraskeva Djukelova : la mère de Marie
- Carlos Reig-Plaza : Anatoliy
- Kalin Arsov : le patriarche russe, en 1966
- Svetlana Smoleva : la femme du patriarche, en 1966
- Anna Panayotova : la fille du patriarche, en 1966
- Jordanka Angelova : la femme aveugle, de nos jours
- Valentin Goshev : le patriarche, de nos jours
- Jasmina Marinova : la femme du patriarche
- Monica Baunova : Emily
- Marta Yaneva : Natalya

## Production

### Tournage
- Le tournage a débuté le 6 juillet 2005 et s'est déroulé à Sofia, en Bulgarie.